# Fußball-Bezirksliga Potsdam
Die DDR-Bezirksliga Potsdam war die höchste Spielklasse im Bezirk Potsdam und eine von fünfzehn Fußball-Bezirksligen auf dem Gebiet des DFV.
Durch eine Verwaltungsreform wurden 1952 in der DDR die bisherigen Länder abgeschafft und durch 15 Bezirke (inklusive Ost-Berlin) ersetzt. Dementsprechend wurden die existierten Landesklassen aufgelöst und 15 neu geschaffene Bezirksligen installiert, die somit größtenteils die neue dritte Spielklasse bildeten. Die nächsthöhere Liga war in der Regel die DDR-Liga, lediglich zwischen 1956 und 1962/63 gab es als dritte Spielklasse die II. DDR-Liga.
Die Bezirksliga Potsdam wurde vom Bezirksfachausschuss (BFA) Fußball Potsdam organisiert und im Rundenturnier ausgetragen. In den ersten drei Spielzeiten spielten zwölf Mannschaften und in den folgenden sechs Spielzeiten 13 bis 16 Mannschaften um die Bezirksmeisterschaft. Mit der Spielzeit 1961/62 spielte die Bezirksliga in zwei Staffeln zu je maximal 14 Mannschaften, wo der Bezirksmeister in zwei Finalspielen der Staffelsieger ermittelt wurde. Ab 1964/65 wurde die Bezirksliga für zehn Spielzeiten wieder in einer Gruppe ausgetragen und bestand aus 16 Mannschaften. Die Spielzeiten 1974/75 bis 1983/84 waren wiederum zweigleisig mit je 14 Mannschaften, wo es wieder zwei Finalspiele der Staffelsieger zur Ermittlung des Bezirksmeisters gab. Ab der Saison 1984/85 bis 1989/90 wurde die Bezirksliga wieder eingleisig mit einer Anzahl von 16 teilnehmenden Mannschaften fortgeführt.
Gewöhnlich musste sich der Bezirksmeister über eine Aufstiegsrunde für den Aufstieg qualifizieren, nur als die II. DDR-Liga von 1957 bis 1962 und die die DDR-Liga von 1971 bis 1984 aus fünf Staffeln bestanden, stiegen alle Bezirksmeister direkt auf.
Durch den Mauerfall am 9. November 1989 und den politischen Veränderungen in der DDR, gründeten die Bezirksfachausschüsse (BFA) Cottbus, Frankfurt/Oder und Potsdam im Sommer 1990 den Fußball-Landesverband Brandenburg (FLB). Dieser installierte zur Saison 1990/91 die Landesliga Brandenburg als höchste Spielklasse auf Landesebene. Die Bezirksliga ging als untergeordnete Spielklasse zur Landesliga an den Start und bestand aus 14 Mannschaften. Der Bezirksmeister stieg zur Folgesaison direkt in die Landesliga auf.
Nach der Wiedervereinigung Deutschlands wurde auf einem Außerordentlichen Verbandstag am 20. November 1990 in Leipzig die Auflösung des DFV beschlossen und an seiner der NOFV gegründet. Die Eingliederung in die bestehenden Strukturen des DFB erfolgte 1991. Die Oberliga Nordost höchste Spielklasse des Regionalverbands ging zur Saison 1991/92 als drittklassige Liga im deutschen Fußball an den Start. Damit war die Bezirksliga nur noch fünfklassig und beschritt mit 17 Mannschaften ihre letzte Saison. Der Meister stieg direkt in die Verbandsliga (ehemals Landesliga) auf.
Durch Umstrukturierung im FLB wurden 1992 die drei Bezirksfachausschüsse aufgelöst und 18 neue Fußballkreise gebildet. Gleichzeitig wurde ein neues einheitliches Spielklassensystem eingeführt, in der die Bezirksliga abgeschafft wurde. An ihrer Stelle trat die neu geschaffene gleichstufige zweigleisige Landesliga des FLB.
Rekordmeister der Bezirksliga Potsdam ist die BSG Motor Hennigsdorf, welche die Bezirksmeisterschaft neunmal gewinnen konnte.

## Bezirksligameister
| Saison  | Meister | Staffelsieger bei Zweigleisigkeit                                                                     |
| ------- | --- | --- |
| 1952/53 | BSG Motor Hennigsdorf (Aufsteiger in die DDR-Liga)                                                                                                  | |
| 1953/54 | BSG Einheit Brandenburg (Aufsteiger in die DDR-Liga)                                                                                                | |
| 1954/55 | BSG Motor Hennigsdorf | |
| 1955    | BSG Motor Hennigsdorf (Sieger der Übergangsrunde)                                                                                                   | |
| 1956    | BSG Motor Hennigsdorf (Aufsteiger in die II. DDR-Liga)                                                                                              | |
| 1957    | BSG Rotation Babelsberg II (Meister) BSG Stahl Brandenburg (Vizemeister) BSG Lokomotive Kirchmöser (3. Platz) (alle Aufsteiger in die II. DDR-Liga) | |
| 1958    | BSG Motor Rathenow (Aufsteiger in die II. DDR-Liga)                                                                                                 | |
| 1959    | BSG Lokomotive Kirchmöser (Aufsteiger in die II. DDR-Liga)                                                                                          | |
| 1960    | SG Velten (Aufsteiger in die II. DDR-Liga) | |
| 1961/62 | SC Potsdam II (Aufsteiger in die II: DDR-Liga) | Staffel Nord: BSG Stahl Hennigsdorf (auch Aufsteiger in die II: DDR-Liga) Staffel .Süd: SC Potsdam II |
| 1962/63 | BSG Aufbau Jüterbog | Staffel Nord: BSG Aufbau Zehdenick Staffel .Süd: BSG Aufbau Jüterbog                                  |
| 1963/64 | BSG Motor Hennigsdorf | Staffel Nord: BSG Motor Hennigsdorf Staffel .Süd: BSG Rotation Babelsberg                             |
| 1964/65 | BSG Motor Hennigsdorf (Aufsteiger in die DDR-Liga)                                                                                                  | |
| 1965/66 | BSG Motor Süd Brandenburg | |
| 1966/67 | BSG Chemie Premnitz (Aufsteiger in die DDR-Liga) | |
| 1967/68 | BSG Stahl Brandenburg | |
| 1968/69 | BSG Stahl Hennigsdorf | |
| 1969/70 | BSG Stahl Brandenburg (Aufsteiger in die DDR-Liga)                                                                                                  | |
| 1970/71 | BSG Stahl Hennigsdorf (Meister) BSG Motor Babelsberg (Vizemeister) (beide Aufsteiger in die DDR-Liga)                                               | |
| 1971/72 | BSG Motor Hennigsdorf (Aufsteiger in die DDR-Liga)                                                                                                  | |
| 1972/73 | BSG Motor Babelsberg (Aufsteiger in die DDR-Liga)                                                                                                   | |
| 1973/74 | BSG Motor Ludwigsfelde (Aufsteiger in die DDR-Liga)                                                                                                 | |
| 1974/75 | BSG Chemie Premnitz (Aufsteiger in die DDR-Liga) | Staffel Nord: BSG Chemie Premnitz Staffel .Süd: BSG Motor Süd Brandenburg                             |
| 1975/76 | BSG Motor Hennigsdorf (Aufsteiger in die DDR-Liga)                                                                                                  | Staffel Nord: BSG Motor Hennigsdorf Staffel .Süd: BSG Motor Ludwigsfelde                              |
| 1976/77 | BSG Chemie Premnitz (Aufsteiger in die DDR-Liga) | Staffel Nord: BSG Chemie Premnitz Staffel .Süd: BSG Motor Babelsberg II                               |
| 1977/78 | BSG Motor Süd Brandenburg (Aufsteiger in die DDR-Liga)                                                                                              | Staffel Nord: BSG Stahl Oranienburg Staffel .Süd: BSG Motor Süd Brandenburg                           |
| 1978/79 | BSG Motor Hennigsdorf (Aufsteiger in die DDR-Liga)                                                                                                  | Staffel Nord: BSG Motor Hennigsdorf Staffel .Süd: BSG Motor Ludwigsfelde                              |
| 1979/80 | BSG Motor Süd Brandenburg (Aufsteiger in die DDR-Liga)                                                                                              | Staffel Nord: BSG electronic Neuruppin Staffel .Süd: BSG Motor Süd Brandenburg                        |
| 1980/81 | BSG Motor Babelsberg (Aufsteiger in die DDR-Liga)                                                                                                   | Staffel Nord: BSG Chemie Premnitz Staffel .Süd: BSG Motor Babelsberg                                  |
| 1981/82 | BSG Chemie Premnitz (Aufsteiger in die DDR-Liga) | Staffel Nord: BSG Chemie Premnitz Staffel .Süd: BSG Stahl Brandenburg II                              |
| 1982/83 | BSG Motor Süd Brandenburg (Aufsteiger in die DDR-Liga)                                                                                              | Staffel Nord: BSG Stahl Oranienburg Staffel .Süd: BSG Motor Süd Brandenburg                           |
| 1983/84 | BSG Motor Ludwigsfelde | Staffel Nord: BSG Stahl Oranienburg Staffel .Süd: BSG Motor Ludwigsfelde                              |
| 1984/85 | BSG Motor Ludwigsfelde | |
| 1985/86 | BSG Motor Ludwigsfelde (Aufsteiger in die DDR-Liga)                                                                                                 | |
| 1986/87 | BSG Chemie Velten | |
| 1987/88 | BSG Stahl Hennigsdorf (Aufsteiger in die DDR-Liga)                                                                                                  | |
| 1988/89 | BSG Chemie Velten (Aufsteiger in die DDR-Liga) | |
| 1989/90 | BSG Chemie Premnitz (Qualifikant für die Landesliga Brandenburg)                                                                                    | |
| 1990/91 | SG Eintracht Oranienburg (Aufsteiger in die Landesliga Brandenburg)                                                                                 | |
| 1991/92 | SV Schwarz-Rot Neustadt (Dosse) (Aufsteiger in die Verbandsliga Brandenburg)                                                                        | |

## Anzahl der Titel
Rekordmeister der Bezirksliga Potsdam ist die BSG Motor Hennigsdorf welche die Bezirksmeisterschaft neunmal gewinnen konnten.
|  | Verein                          | Titel | Jahr                                                                      |
|  | ------------------------------- | ----- | ------------------------------------------------------------------------- |
|  | BSG Motor Hennigsdorf           | 9     | 1952/53, 1954/55, 1955, 1956, 1963/64, 1964/65, 1971/72, 1975/76, 1978/79 |
|  | BSG Chemie Premnitz             | 5     | 1966/67, 1974/75, 1976/77, 1981/82, 1989/90                               |
|  | BSG Motor Süd Brandenburg       | 4     | 1965/66, 1977/78, 1979/80, 1982/83                                        |
|  | BSG Motor Ludwigsfelde          | 4     | 1973/74, 1983/84, 1984/85, 1985/86                                        |
|  | TSG/Chemie Velten               | 3     | 1960, 1986/87, 1988/89                                                    |
|  | BSG Stahl Hennigsdorf           | 3     | 1968/69, 1970/71, 1987/88                                                 |
|  | BSG Stahl Brandenburg           | 2     | 1967/68, 1969/70                                                          |
|  | BSG Motor Babelsberg            | 2     | 1972/73, 1980/81                                                          |
|  | BSG Einheit Brandenburg         | 1     | 1953/54                                                                   |
|  | BSG Rotation Babelsberg II      | 1     | 1957                                                                      |
|  | BSG Motor Rathenow              | 1     | 1958                                                                      |
|  | BSG Lokomotive Kirchmöser       | 1     | 1959                                                                      |
|  | SC Potsdam II                   | 1     | 1961/62                                                                   |
|  | BSG Aufbau Jüterbog             | 1     | 1962/63                                                                   |
|  | SG Eintracht Oranienburg        | 1     | 1990/91                                                                   |
|  | SV Schwarz-Rot Neustadt (Dosse) | 1     | 1991/92                                                                   |